# Lartosa
Lartosa (L'Artosa en aragonés), es un despoblado español anegado, perteneciente al municipio de Sallent de Gállego, comarca del Alto Gállego, provincia de Huesca, Aragón. Se encuentra cubierta por las aguas del pantano de Búbal.

## Geografía
Se encuentra en el valle de Tena, a 1063 m s. n. m., bajo el embalse de Búbal.

## Toponimia
Su topónimo es de origen vasco,  compuesto por el artículo femenino «La» y «artosa», espino. Comparte el mismo origen que el topónimo de Artaso.

## Historia
La primera mención a Lartosa, es del 22 de junio de 1394. Cuando el monasterio de San Juan de la Peña, atribuye a Raimundo de Lartosa, a su hija Martina y sus descendientes, la iglesia de Santa María de Lartosa y una casa contigua a la iglesia, además tenían que abonar al prior Cercito-Acumuer tres cahíces de cereal y una cena, y del mantenimiento de la iglesia.
En 1845 el Madoz explica que en la pardina solo había una casa junto a un molino harinero. Perteneció al municipio de Tramacastilla de Tena, hasta que este se anexó al de Sallent de Gállego.

## Lugares de interés

### Iglesia de Santa María
Construcción probablemente del s. xii, iglesia de única nave y cabecera semicircular orientada al este. La parte inferior de los muros aún se mantiene en pie. El acceso se encuentra en el muro sur.